# Eucalyptus halophila
Eucalyptus halophila là một loài thực vật có hoa trong Họ Đào kim nương. Loài này được D.J.Carr & S.G.M.Carr mô tả khoa học đầu tiên năm 1980.